# Tequisquiapan
Tequisquiapanⓘ – miasto w Meksyku, w stanie Querétaro.